# Prospera Popławska
Prospera Popławska (ur. 10 czerwca 1845 w Kaliszu, zm. po 1930) – uczestniczka powstania styczniowego.

## Życiorys
Pochodziła z rodziny Kuczborskich. Około 1860 wyszła za mąż za Władysława Popławskiego. Miała z nim dwie córki: Jadwigę Marię oraz Marię Annę Władysławę.
W czasie powstania styczniowego była agentką Rządu Narodowego. Przewoziła depesze i broń do Krakowa. Była więziona na Pawiaku. Po zwolnieniu przez dłuższy czas pozostawała pod dozorem policji.
W 1930 została odznaczona Krzyżem Niepodległości. Mieszkała w tym czasie w Warszawie przy ul. Śliskiej 12.